# Untraceable
Untraceable (bra: Sem Vestígios; prt: Indetectável) é um filme estadunidense de 2008, do gênero suspense policial, dirigido por Gregory Hoblit, com roteiro de Robert Fyvolent, Mark R. Brinker e Allison Burnett.

## Sinopse
Dupla de agentes do FBI tentam pegar um assassino em série que usa seu site como forma sádica de matar suas vítimas: quanto mais acessos, mais rápido elas morrem.

## Elenco
- Diane Lane como a agente do FBI Jennifer Marsh
- Colin Hanks como o agente do FBI Griffin Dowd
- Billy Burke como o Detetive Eric Box
- Joseph Cross como Owen Reilly
- Mary Beth Hurt como Stella Marsh
- Tyrone Giordano como Tim Wilkes
- Perla Haney-Jardine como Annie Haskins
- Christopher Cousins como David Williams
- Tim De Zarn como Herbert Miller
- Peter Lewis como Richard Brooks
- Jesse Tyler Ferguson como Arthur James Elmer
- John Breen como Richard Weymouth
- Brynn Baron como a Sra. Miller

## Recepção
Untraceable recebeu principalmente críticas negativas, obtendo uma classificação de 16% no Rotten Tomatoes, baseado em 142 análises. Várias críticas viram o filme como hipócrita, por ser condescendente com a "tortura pornográfica" que ele condena. Ele também lidou com críticas por seu clímax, que foi visto como uma degeneração em clichês de filmes de terror. Lane, todavia, foi elogiada por sua performance no filme. Roger Ebert deu ao filme uma crítica favorável, dando a ele uma classificação de 3 estrelas. Peter Travers da Rolling Stone deu a este filme uma classificação extremamente negativa, dando a ele "zero estrelas".
O filme estreou fracamente, com uma semana de abertura com faturamento de US$ 11,3 milhões, abaixo dos US$ 35 milhões do orçamento. Arrecadou desde então US$ 51,8 milhões no mundo todo, em seu lançamento nos cinemas.